# Heléne Fritzon
Heléne Fritzon é uma professora do ensino básico e política sueca, do Partido Social-Democrata.
Nasceu em 1960, em Kristianstad, na Suécia.
Foi ministra das migrações e vice-ministra da justiça em 2017-2019.
Foi eleita eurodeputada no Parlamento Europeu pelo Partido Social-Democrata em 2019.